# Hoop (Lijpe & KA)
Hoop is een lied van de Marokkaans-Nederlandse rapper Lijpe en de Nederlandse rapper KA. Het werd in 2023 als single uitgebracht.

## Achtergrond
Hoop is geschreven door Abdel Achahbar en Ayoub Chemlali en geproduceerd door Serop. Het is een nummer uit het genre nederhop. In het lied rappen de artiesten over de moeilijke omgeving waar ze vandaan komen en het succes wat ze desondanks hebben behaald. 
Het is niet de eerste keer dat de twee artiesten met elkaar samenwerken. Dit deden zij eerder al op RS6, Handrem en Levelen up. Ze herhaalden de samenwerking op 100 doezoe cash.

## Hitnoteringen
De artiesten hadden succes met het lied in de hitlijsten van Nederland. Het piekte op de zestiende plaats van de Nederlandse Single Top 100 en stond vijf weken in deze hitlijst. De Nederlandse Top 40 werd niet bereikt; het kwam hier tot de negentiende plaats van de Tipparade.